# ارنست ویلهلم بوله

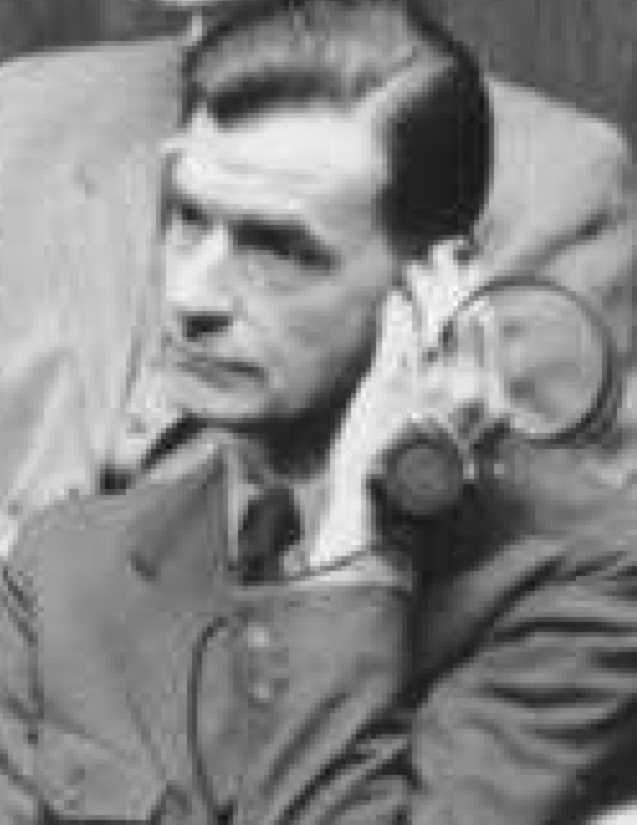
بوله در دادگاه، ۱۹۴۷

ارنست ویلهلم بوله (به آلمانی: Ernst Wilhelm Bohle) (زادهٔ ۲۸ ژوئیه ۱۹۰۳- مرگ ۹ نوامبر ۱۹۶۰) رهبر شاخهٔ خارجی حزب ناسیونال‌سوسیالیست کارگران آلمان در فاصلهٔ سال‌های ۱۹۳۳ تا ۱۹۴۵ میلادی بود.

## زندگی
بوله در برادفورد در بریتانیا دیده به جهان گشود. پدرش هرمان بوله یک مدرس و مهندس بود. هنگامی که ارنست ویلهلم سه ساله بود خانواده‌اش به کیپ‌تاون در آفریقای جنوبی مهاجرت کردند. بوله در کلن و برلین به تحصیل پرداخت و در ۱۹۲۳ مدرک مدیریت بازرگانی گرفت. او در ۱۹۲۵ با گرترود باخمان پیمان زناشویی بست و به تجارت پرداخت. در ۱۹۳۲ به حزب نازی پیوست و یک سال پس از آن به اس‌ای ملحق شد و تا ۱۹۴۳ به درجهٔ اوبرگروپنفورری رسید.
در ۱۹۳۱ او داوطلبانه دستیار هانس نیلاند -رهبر شاخهٔ خارجی حزب و مسئول جنوب و جنوب باختری آفریقا و بعدها آمریکای شمالی- شد. در ۱۹۳۳ با جابه‌جایی نیلاند، بوله با درجهٔ گاولایتر به ریاست شاخهٔ خارجی حزب رسید. بوله از ۱۹۳۳ عضو رایشستاگ و از ۱۹۳۷ در خدمت وزارت امور خارجه بود. بوله همچنین محرک رودلف هس بود و تا ۱۹۴۱ -که هس در ماموریتش برای صلح با بریتانیا ناکام ماند- در خدمتش بود.
در دادگاه نورنبرگ بوله به پنج سال زندان محکوم شد. وای در ۱۹۴۹ از سوی مامور عالی ایالات متحده جان جی مک‌کلوی مورد بخشودگی قرار گرفت و از آن پس در هامبورگ به تجارت پرداخت. مرگ او در دوسلدورف رخ داد.